# Chambonchard
Chambonchard település Franciaországban, Creuse megyében. Lakosainak száma 79 fő (2022. január 1.). Chambonchard La Petite-Marche, Saint-Marcel-en-Marcillat, Évaux-les-Bains és Château-sur-Cher községekkel határos.

## Népesség
A település népességének változása:
| Lakosok száma | 175  | 129  | 116  | 79   | 86   | 82   | 82   | 81   | 80   | 79   |
|               | 1968 | 1982 | 1990 | 2006 | 2013 | 2015 | 2017 | 2019 | 2020 | 2022 |